# Shalisa van der Laan

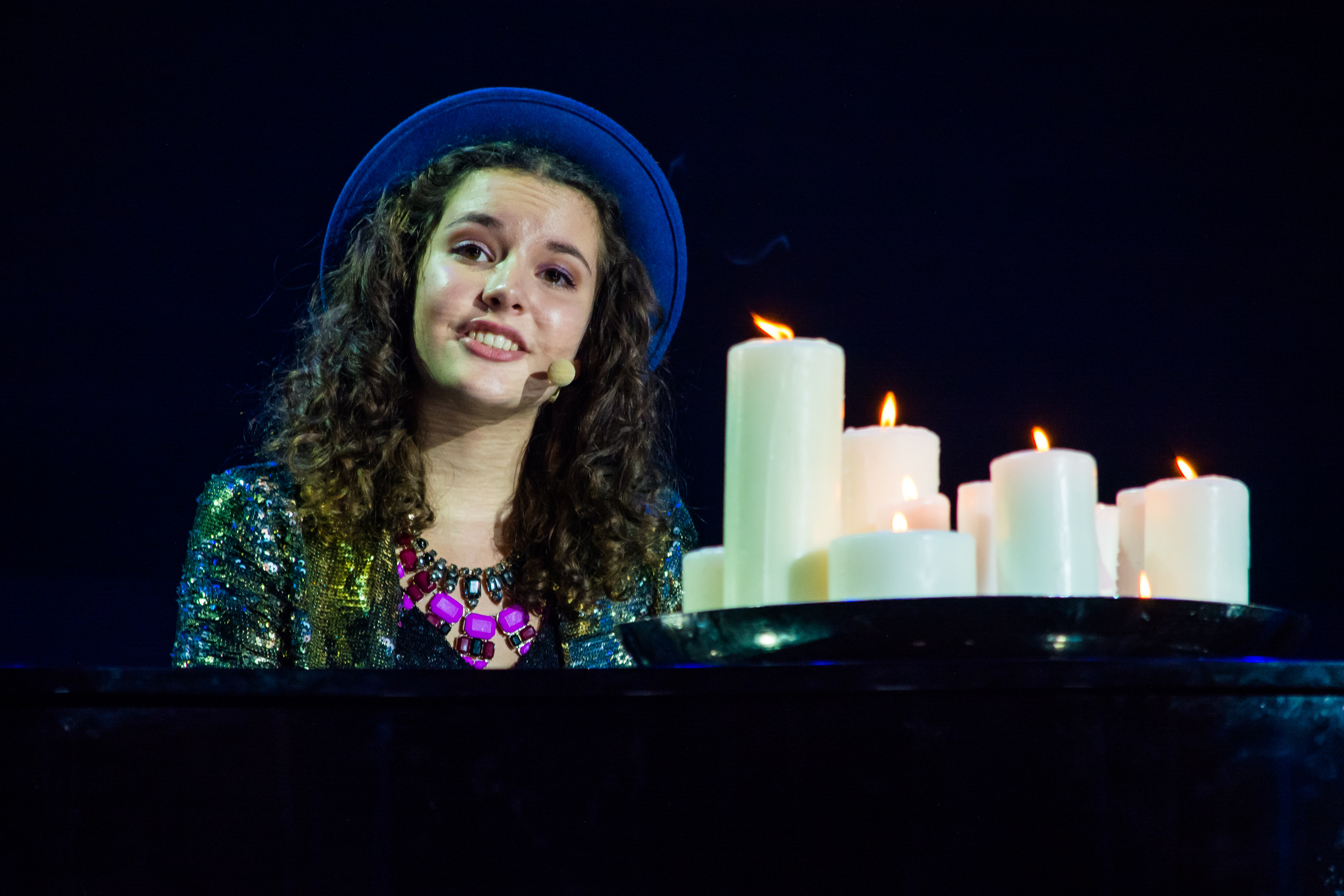
Shalisa van der Laan (2015)

Shalisa van der Laan (* 19. Dezember 1999 in Wognum) ist eine niederländische Sängerin, die durch ihre Teilnahme am Junior Eurovision Song Contest 2015 in Sofia bekannt wurde.

## Karriere
Van der Laan nahm bereits im Alter von acht Jahren an einem Gesangswettbewerb, dem Songfestival van Kinderen voor Kinderen der Rundfunkanstalt VARA teil, und schaffte es bis ins Finale. Im Jahr 2011 nahm sie an der niederländischen Version von The Voice Kids teil und erreichte die letzte Vorrunde. Van der Laan nahm zwei Jahre Gesangsunterricht an der Babette Labeij Music Academy in Amsterdam, seit dem Jahr 2014 besuchte sie die Dutch School of Popular Music (DSOPM).
Am 3. Oktober 2015 gewann van der Laan das Junior Songfestival, den niederländischen Vorentscheid des Junior Eurovision Song Contests, mit dem selbstgeschriebenen Lied Million Lights. Am 21. November 2015 vertrat sie die Niederlande im Gastgeberland Bulgarien und erreichte mit Platz fünfzehn die drittletzte Platzierung.
2016 stand sie erstmals für die Disney-Channel-Serie Just Like Me! in der Rolle der Nina vor der Kamera, außerdem lieh sie in der niederländischsprachigen Version von Elena von Avalor der Hauptfigur ihre Stimme und sang das niederländische Titellied der Serie Soy Luna. 2017 nahm sie beim Disney-eigenen Plattenlabel Hollywood Records die Single Not alone auf. Sie ist damit die erste Niederländerin und die zweite Europäerin, die mit diesem Label zusammengearbeitet hat.

## Diskografie
- 2015: Million lights
- 2017: Not alone
- 2019: Laat me los
- 2020: Voel
- 2021: Karma